# Монго (язык)
Монго (также встречается названия: Ломонго, Нкундо или Монго-Нкунду) — язык общения народа монго в Демократической Республике Конго. Язык распространён на юге Экваториальной провинции (г. Мбандака) и на северо-востоке провинции Маи-Ндомбе. Монго — тональный язык.